# Argya
Argya és un gènere d'aus paseriformes de la família dels leiotríquids.

## Taxonomia
Segons el Congrés Ornitològic Internacional, versió 15.1, 2025 aquest gènere està format per 16 espècies:
- Tordenc gris (Argya malcolmi Sykes, 1832)
- Xerraire capgrís (Argya cinereifrons Blyth, 1851)
- Tordenc becfí (Argya longirostris Moore, F, 1854)
- Tordenc frontgrís (Argya subrufa Jerdon, 1839)
- Tordenc de bec taronja (Argya rufescens Blyth, 1847)
- Tordenc de matollar (Argya striata Dumont, 1823)
- Tordenc becgroc (Argya affinis Jerdon, 1845)
- Tordenc rovellat (Argya rubiginosa Rüppell, 1845)
- Tordenc d'Aylmer (Argya aylmeri Shelley, 1885)
- Tordenc d'Iraq (Argya altirostris Hartert, EJO, 1909)
- Tordenc de l'Afganistan (Argya huttoni Blyth, 1847)
- Tordenc de l'Índia (Argya caudata Dumont, 1823)
- Tordenc lleonat (Argya fulva Desfontaines, 1789)
- Tordenc d'Aràbia (Argya squamiceps Cretzschmar, 1827)
- Tordenc d'Earle (Argya earlei Blyth, 1844)
- Tordenc gorjablanc (Argya gularis Blyth, 1855)